# استان کاراسکو
استان کاراسکو (به اسپانیایی: Provincia de José Carrasco) یکی از استان‌های بولیوی در بولیوی است که در شهرستان کوچوبامبا واقع شده‌است. استان کاراسکو ۱۵٬۰۴۵ کیلومتر مربع مساحت و ۱۱۶٬۲۰۵ نفر جمعیت دارد.